# ВОАПП
ВОАПП — Всесоюзное объединение Ассоциаций пролетарских писателей. Организовано на I Всесоюзном съезде пролетарских писателей (Москва, 1928). В работе съезда принимали участие представители литературы 30 народностей. В ВОАПП вошли: РАПП (РСФСР), ВУСПП (УССР), Ассоциации Белоруссии, Закавказья, Туркменистана, Узбекистана и группа «Кузница».
В 1932 году постановлением ЦК ВКП(б) «О перестройке литературно-художественных организаций» от 23 апреля 1932 г., выполнявшим решение XVI съезда ВКП(б), был распущен вместе с РАППом и Пролеткультом.